# Šolcův statek
Šolcův statek je zachovalá venkovská usedlost z roku 1811, která se nachází v Šolcově ulici čp. 133  v Sobotce v okrese Jičín. Představuje typickou roubenku tzv. českorajského typu, která je charakteristická pavlačí, táhnoucí se po celé délce horního patra domu. Od roku 1974 do současnosti slouží areál statku jako galerie výtvarného umění.

## Historie

### Statek v majetku rodu Šolců
V historických pramenech je o Šolcově statku první zmínka z 6. srpna 1810, kdy stavení shořelo po zásahu bleskem. Jeho hospodář, Josef Šolc, na místě zničeného objektu vystavěl nový dům. Podle nápisu na jeho záklopě byl dokončen 5. září 1811. V roce 1838 se na statku narodil a v roce 1871 zde zemřel básník Václav Šolc (1838–1871). Ačkoli skonal ve věku nedožitých 33 let a za svůj krátký život stačil vydat jedinou básnickou sbírku (Prvosenky, prvně vyšlo r. 1868), přesto se významně zapsal do dějin české literatury. Jeho tvorba tvoří předěl mezi generacemi májovců a ruchovců. Koncem 19. století se Šolcovi zadlužili, statek museli prodat a vystěhovat se z něj. Hospodářství pak vystřídalo několik majitelů, než je ve 30. letech 20. století zakoupil sobotecký obchodník Karel Samšiňák (1892–1971).

### Ve vlastnictví Samšiňáků
V majetku rodiny Samšiňáků statek ožil řadou činností. Tchán majitele, Jan Havlík, proměnil pozemek před domem v úpravnou zahradu, plnou růží. Přízemní sednice sloužila jako skautská klubovna. Mladší syn majitele, Josef Samšiňák (1924–1989), v patře provozoval fotoateliér. V 50. letech 20. století byl dům vyvlastněn státem. V roce 1958 byl zapsán na seznam nemovitých kulturních památek a přikročilo se k jeho celkové rekonstrukci. Ta se však prováděla nekvalitně a nevedla k naplnění původního záměru, vytvořit na statku výstavní prostory, přístupné veřejnosti. Po dokončení oprav v roce 1963 zůstal v domě jediný obytný prostor, a to garsoniéra v přízemí. Město ji pronajímalo potřebným. Zbývající místnosti sloužily jako skladiště.

### V péči dr. Karla Samšiňáka
V roce 1971 se stal nájemníkem garsoniéry v přízemí Šolcova statku parazitolog a milovník výtvarného umění RNDr. Karel Samšiňák, CSc. (1923–2008). Domu, který dříve patřil jeho rodině, věnoval velkou péči. Opravil vše, co bylo třeba a přízemní sednici adaptoval na výstavní síň, kde od roku 1974 až do své smrti v roce 2008 pořádal výstavy. Roku 1990 byl statek v rámci restitucí navrácen Karlu Samšiňákovi, který celý areál roku 2005 převedl na svého syna, RNDr. Jana Samšiňáka (nar. 1957). Otec se synem roku 2005 společně a na vlastní náklady (s 10% přispěním Královéhradeckého kraje) zahájili důslednou generální rekonstrukci statku. Její podstatná část se uskutečnila v letech 2006 až 2009. Dr. Karel Samšiňák se dokončení oprav nedožil. Zemřel 2. srpna 2008. Dne 5. července 2009, necelý rok po jeho smrti, byla výstavní síň slavnostně pojmenována po svém zakladateli na Galerii Karla Samšiňáka.
Další výstavní prostor, Lapidárium Šolcova statku, vznikl adaptací sousední zděné maštale.

### Ve správě muzea
Po konci sezóny 2023 realizoval RNDr. Jan Samšiňák svůj již dříve avizovaný záměr a daroval celou usedlost Královéhradeckému kraji, který ji svěřil do správy jičínskému muzeu. Správkyní usedlosti je paní Petra Šulcová, muzeum plynule navázalo na výstavní a společenské aktivity předchozího majitele.

### Současnost
Pro veřejnost je areál přístupný každoročně od 1. května do 31. října. V Galerii Karla Samšiňáka v přízemí domu se konají obvykle tři výstavy obrazů ročně. V Lapidáriu se každý rok představí tvorba nejméně jednoho sochaře. Od roku 2010 se sochy natrvalo instalují i na zahradu statku, čímž tu vzniká třetí výstavní prostor – lapidárium pod širým nebem. Krom výstav se v návštěvní sezóně na statku pořádají i koncerty, besedy se zajímavými lidmi a další kulturní a společenské akce.

## Galerie

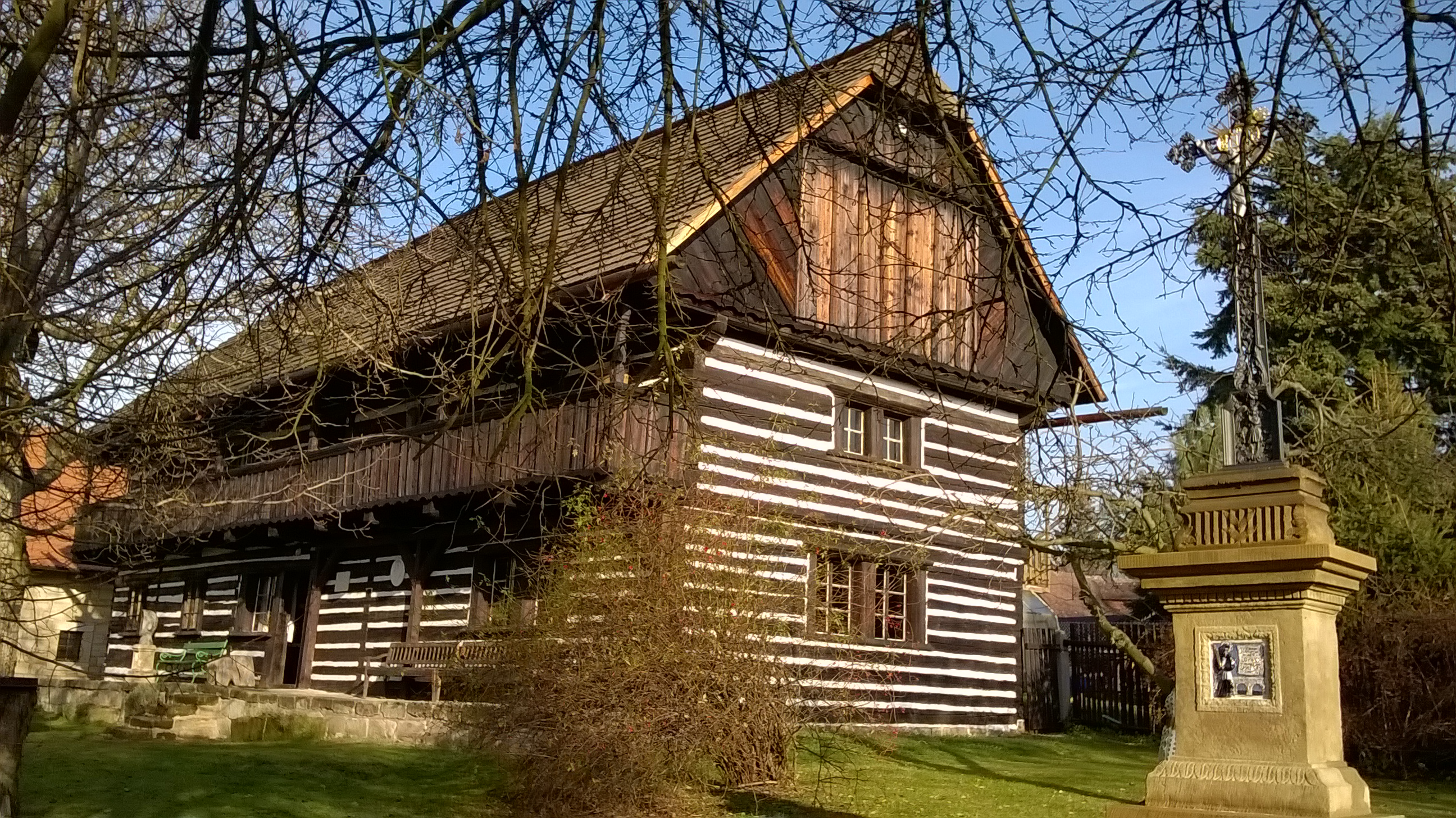
Statek z jihozápadu
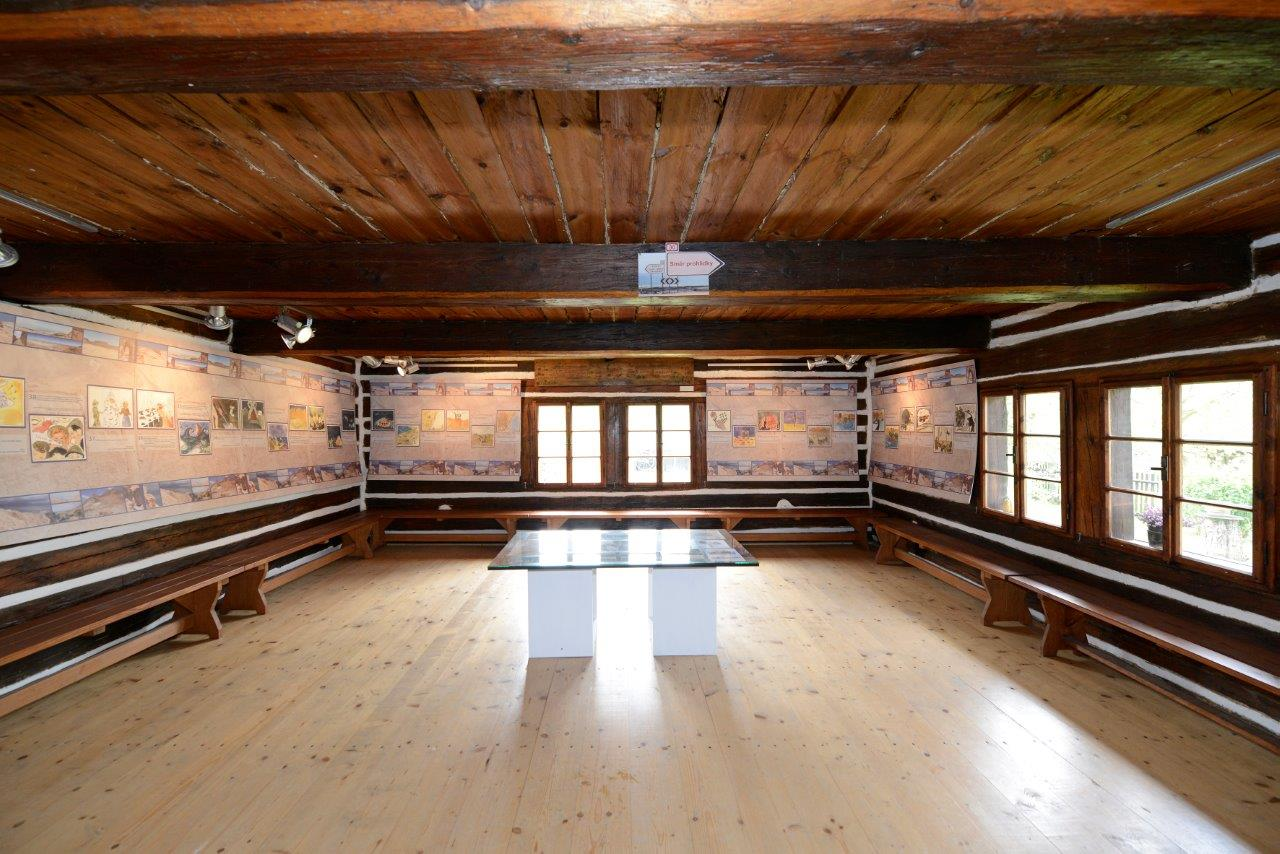
Galerie Karla Samšiňáka
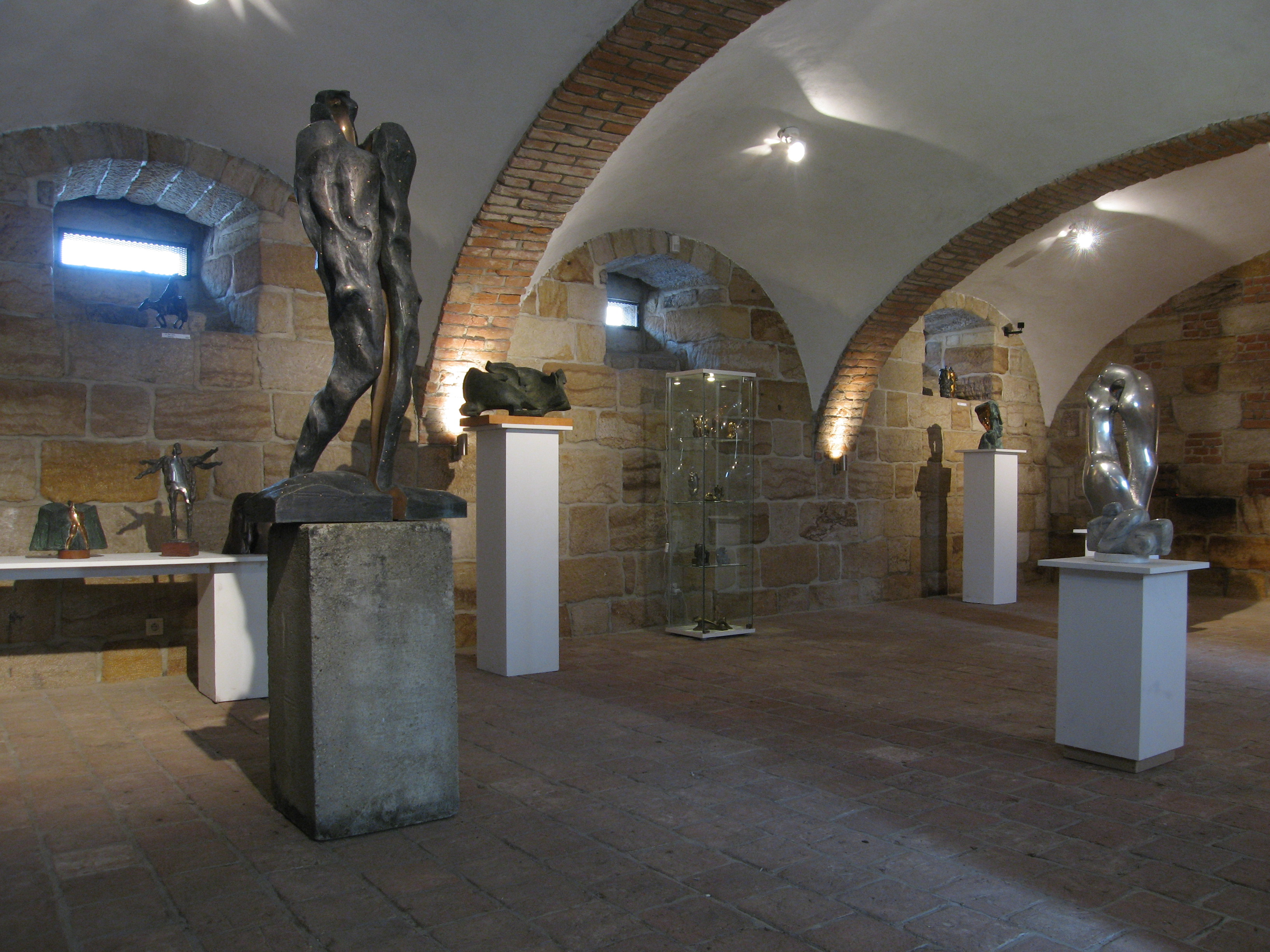
Lapidárium
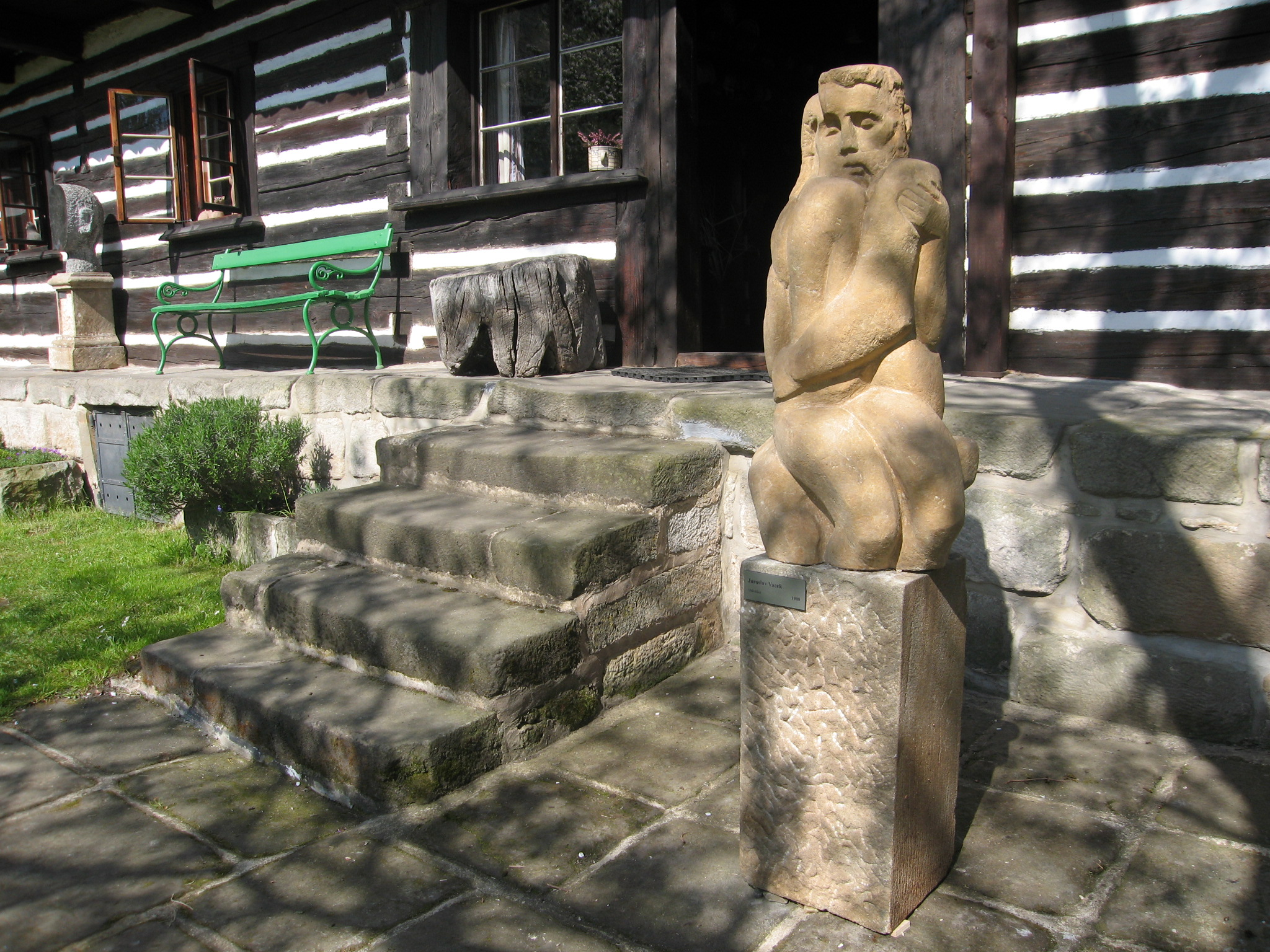
Venkovní lapidárium